# Museo Julio Sosa (Uruguay)
El Museo Julio Sosa es un espacio cultural y museo relacionado con la cultura uruguaya, dado que su objetivo es valorar las tradiciones musicales a través de un homenaje a Julio Sosa, uno los principles cantantes de tango de Uruguay que triunfó en Argentina.
El museo se encuentra ubicado en las calles Av. Artigas y Manuel Oribe en las instalaciones del Hipódromo de Las Piedras, en la ciudad de Las Piedras (Uruguay), Canelones, Uruguay. 
Es administrado por la Comisión Honoraria del Patrimonio Departamental de la Intendencia Municipal de Canelones. Tel. 598 43320365.

## Acervo del Museo
El museo posee un gran acervo de objetos, trajes, imágenes e información de prensa relativa a Julio Sosa, denominado el "Varón del Tango". Cuenta con la curadería de María Eugenia Grau.

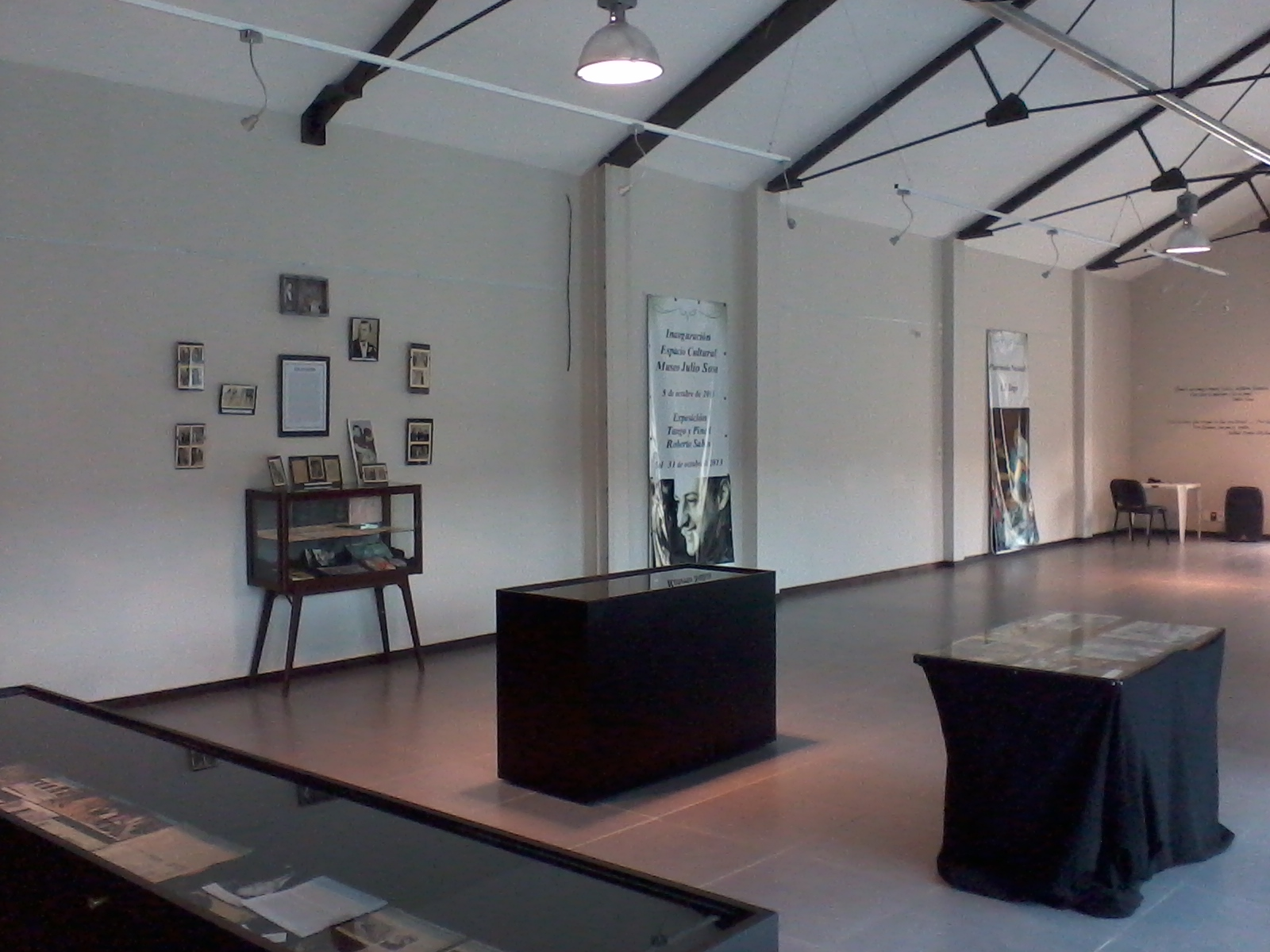
Muestras de documentos y objetos pertenecientes al "Varón del Tango" en el Museo Julio Sosa

Cuenta con una muestra del artista plástico Roberto Sabán denominada “Tango y Pincel” con técnicas de oleos y collages tomando como tema el tango.
La unidad temática y técnica de la muestra de Sabán constituye un homenaje al tango de arrabal y de piringundines, con poco acompañamiento instrumental, en sus óleos y la figura de Carlos Gardel y principalmente la de Julio Sosa en sus collages.
Se realizó en septiembre de 2022 un encuentro del grupo de usuarios de Wikipedia Uruguay.

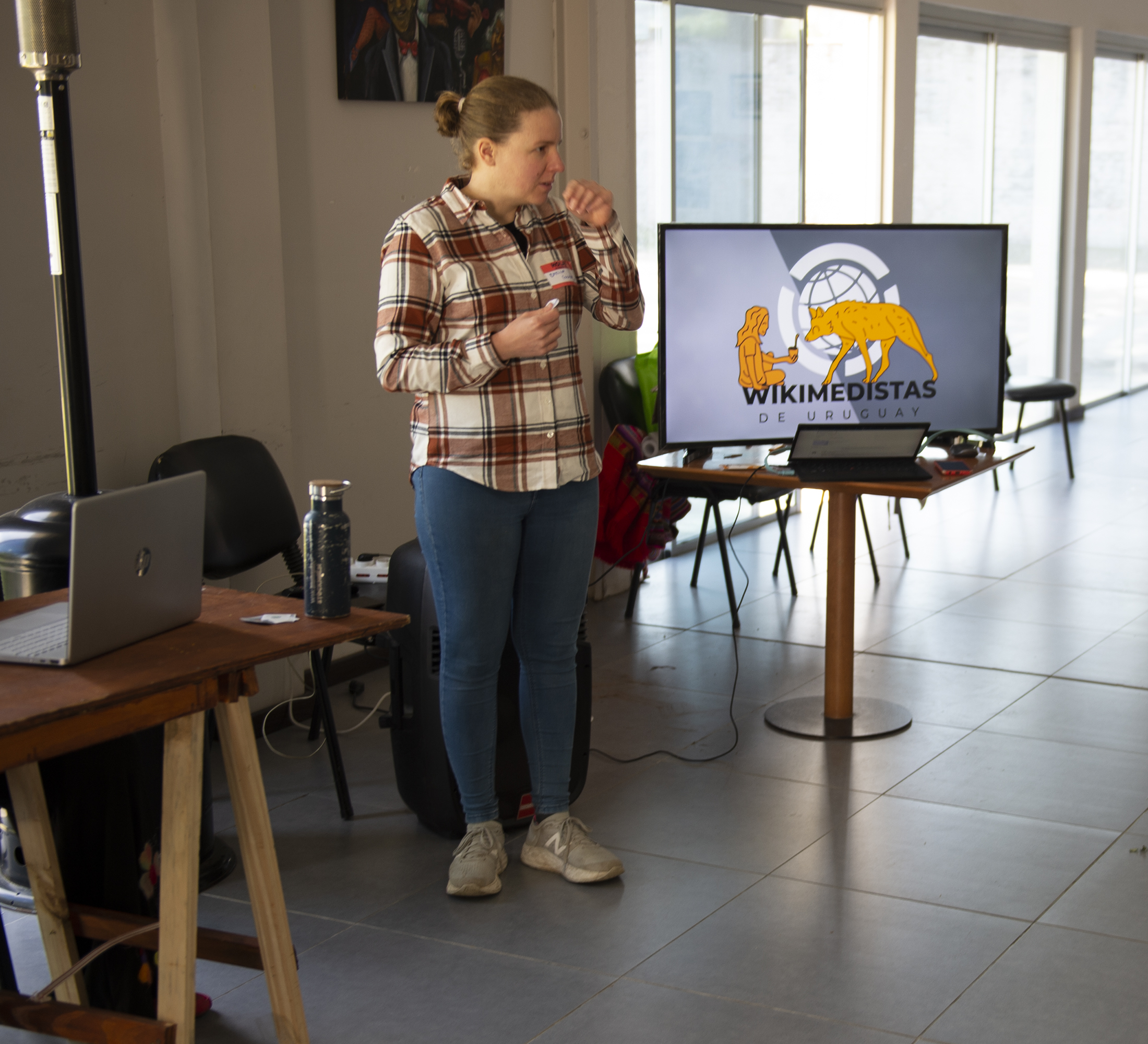
Presentación1
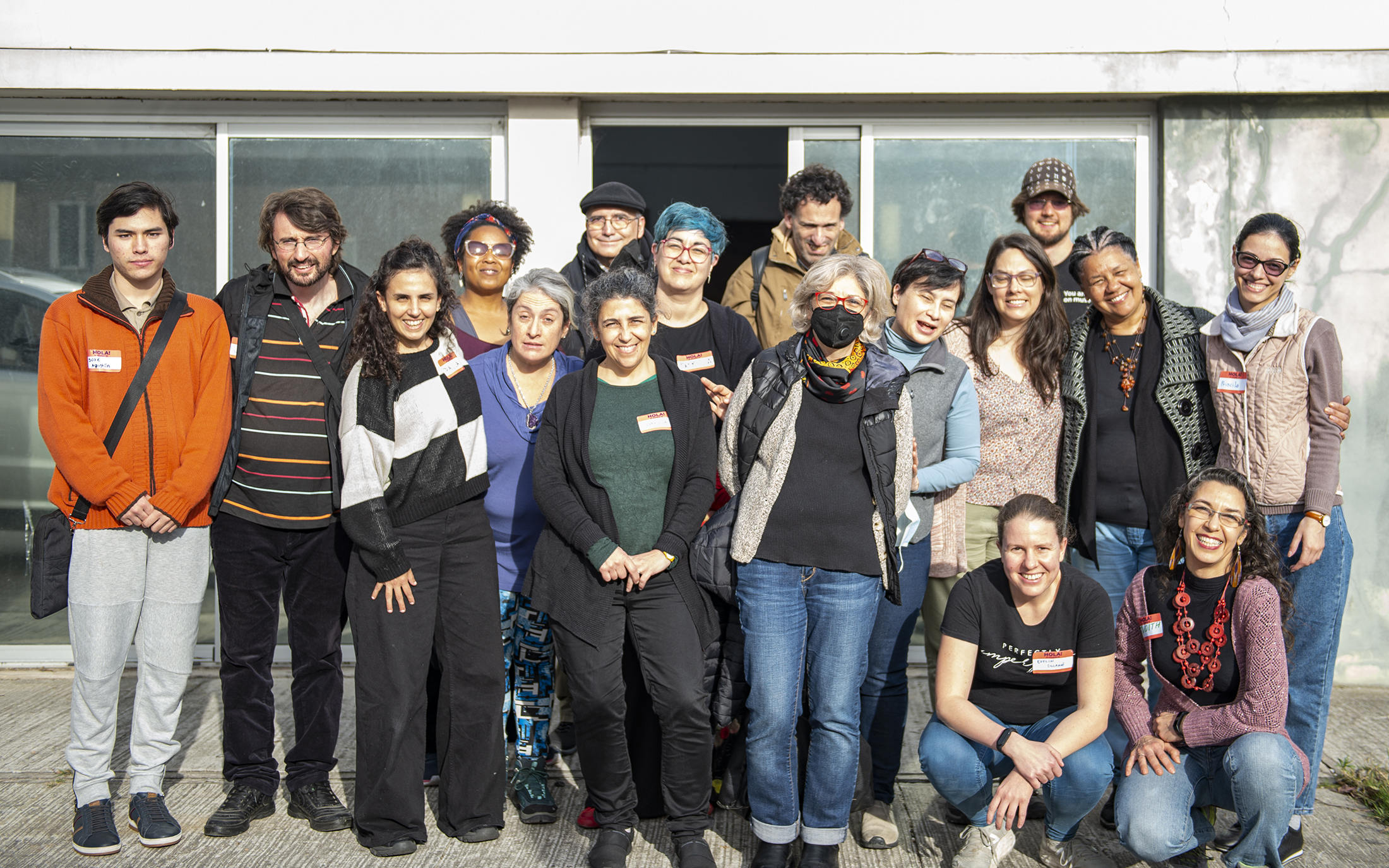
Integrantes asistentes al museo, para participar de la jornada sobre Wikipedia Uruguay.
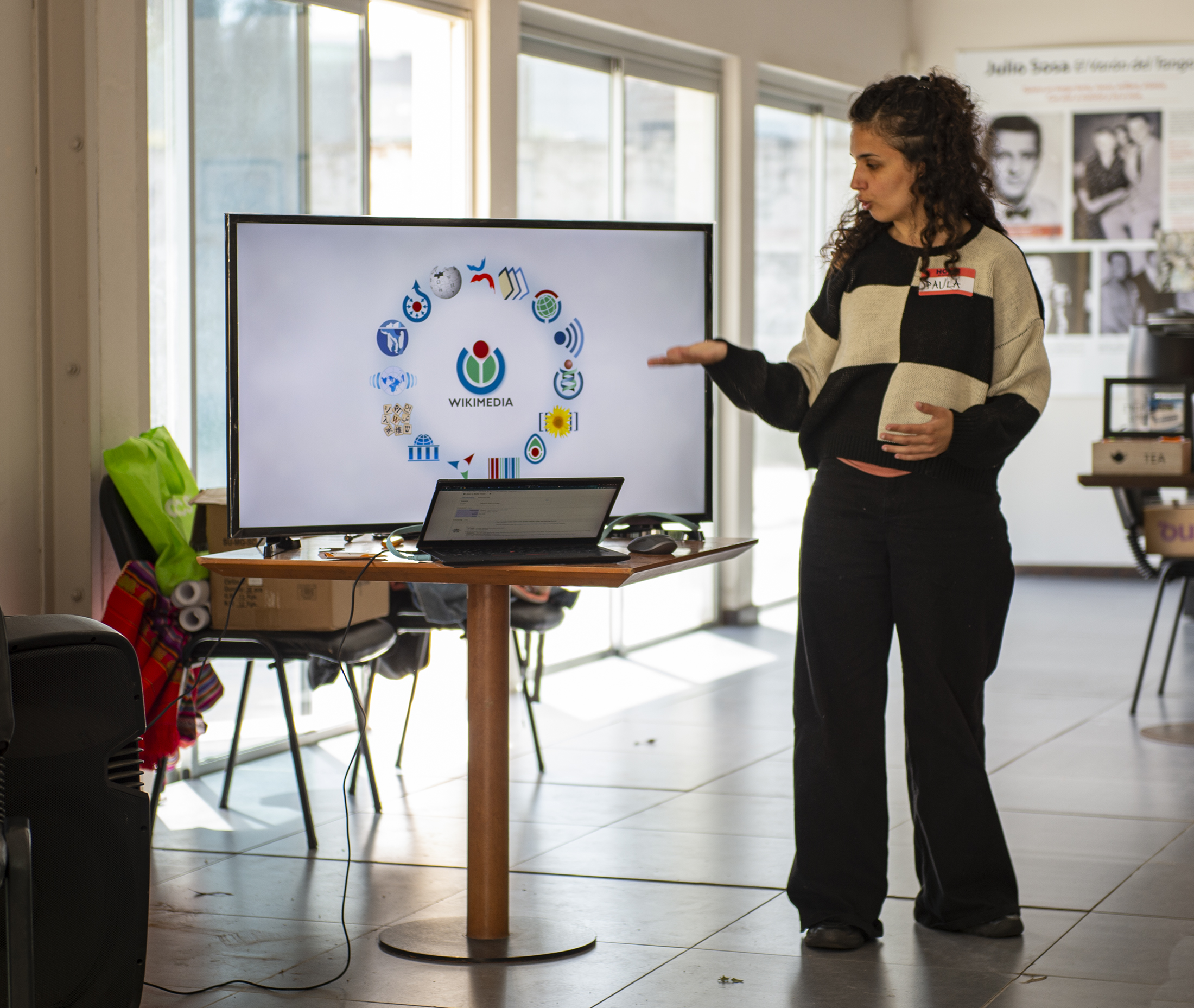
Exposición sobre los proyectos de la Fundación Wikimedia.
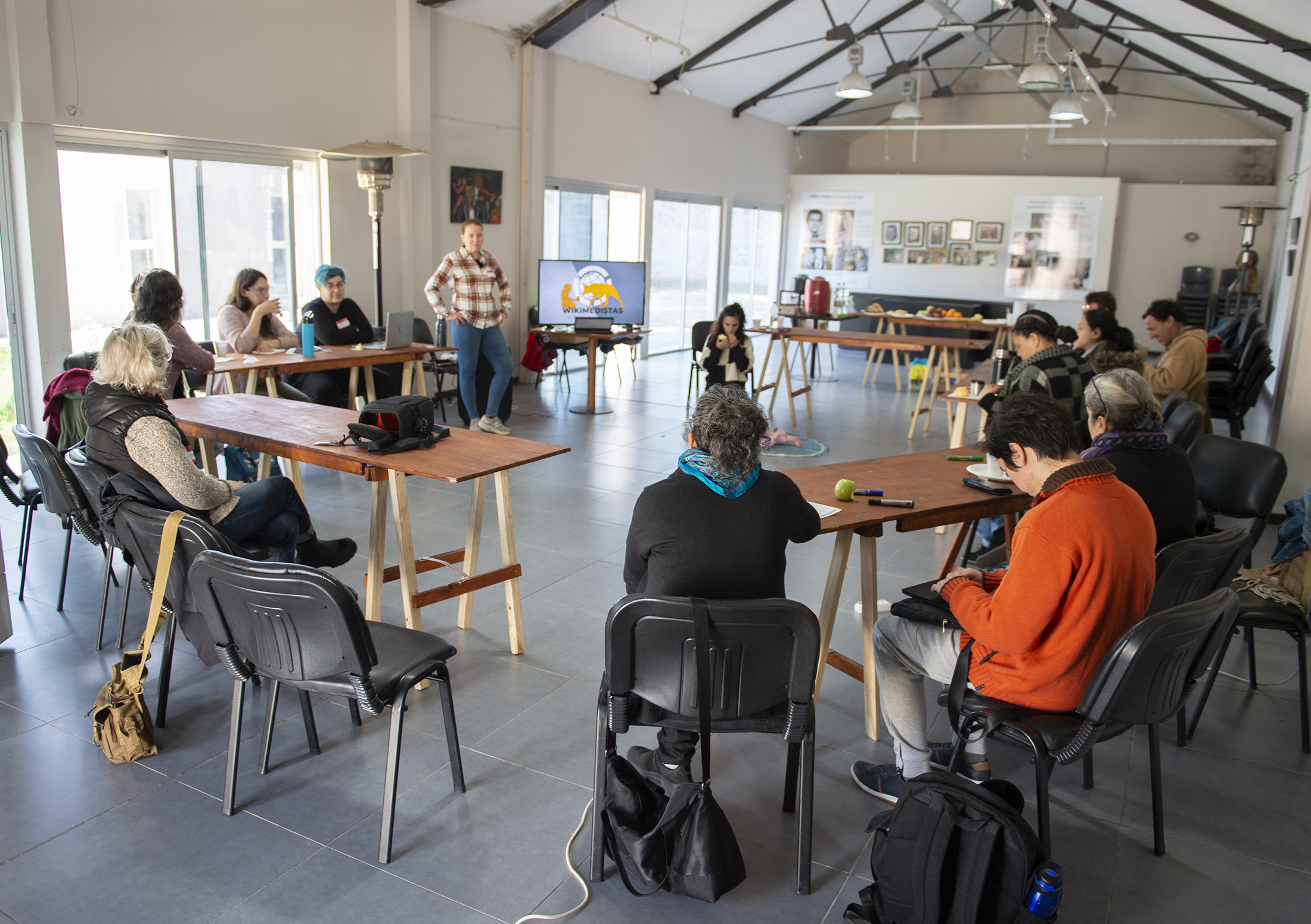
Una de las actividades del grupo de usuarios en el interior del Museo Julio Sosa.

## Muestras estables

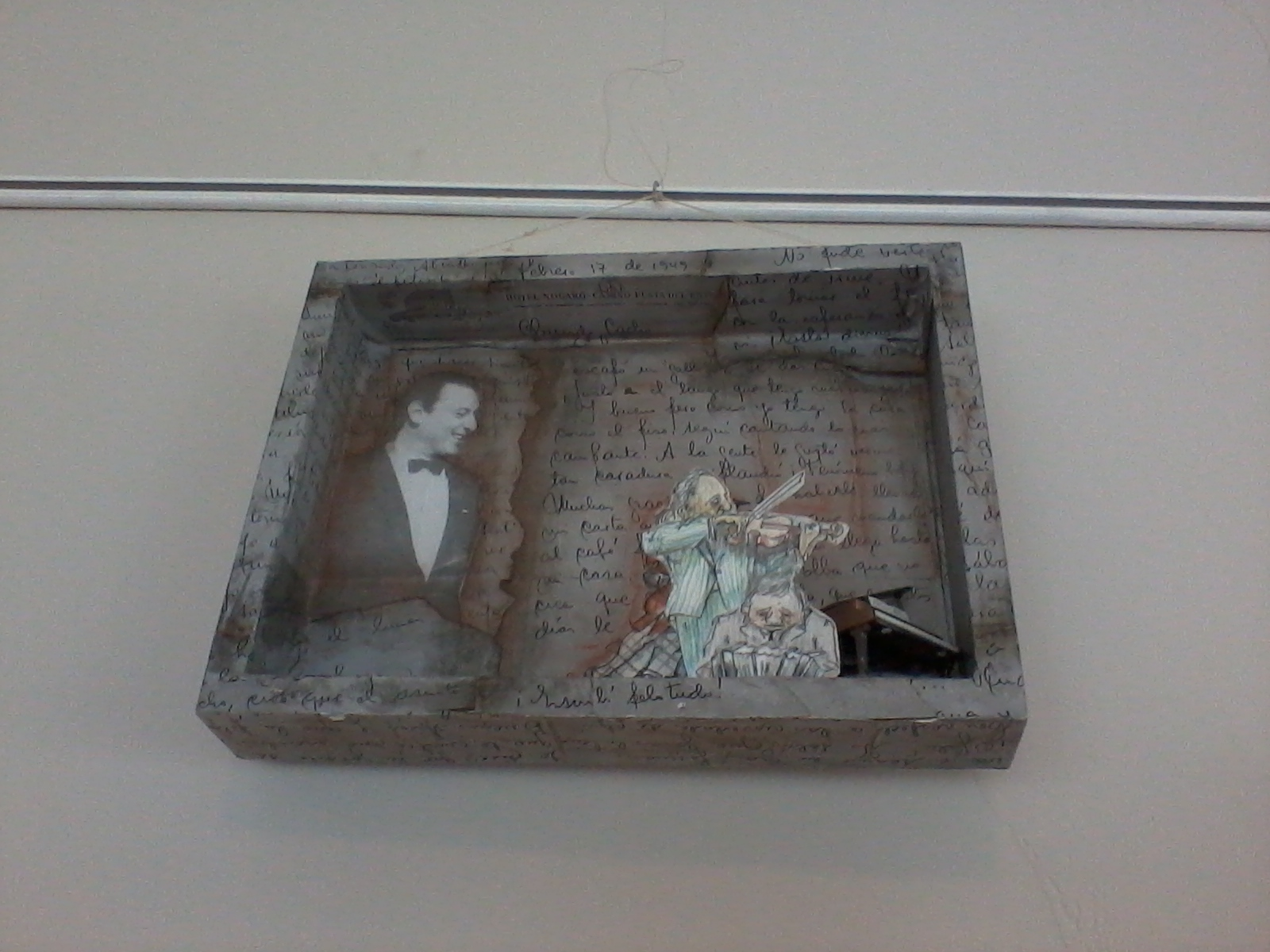
Muestra de Cajas Julio Sosa en el Museo Julio Sosa

El Museo cuenta con muestras estables sobre: 
- El Tango como elemento cultural
- Vida y obra de Julio Sosa
- Documentos pertenecientes a Julio Sosa
- Una colección de archivos fotográficos con la estampa de Julio Sosa

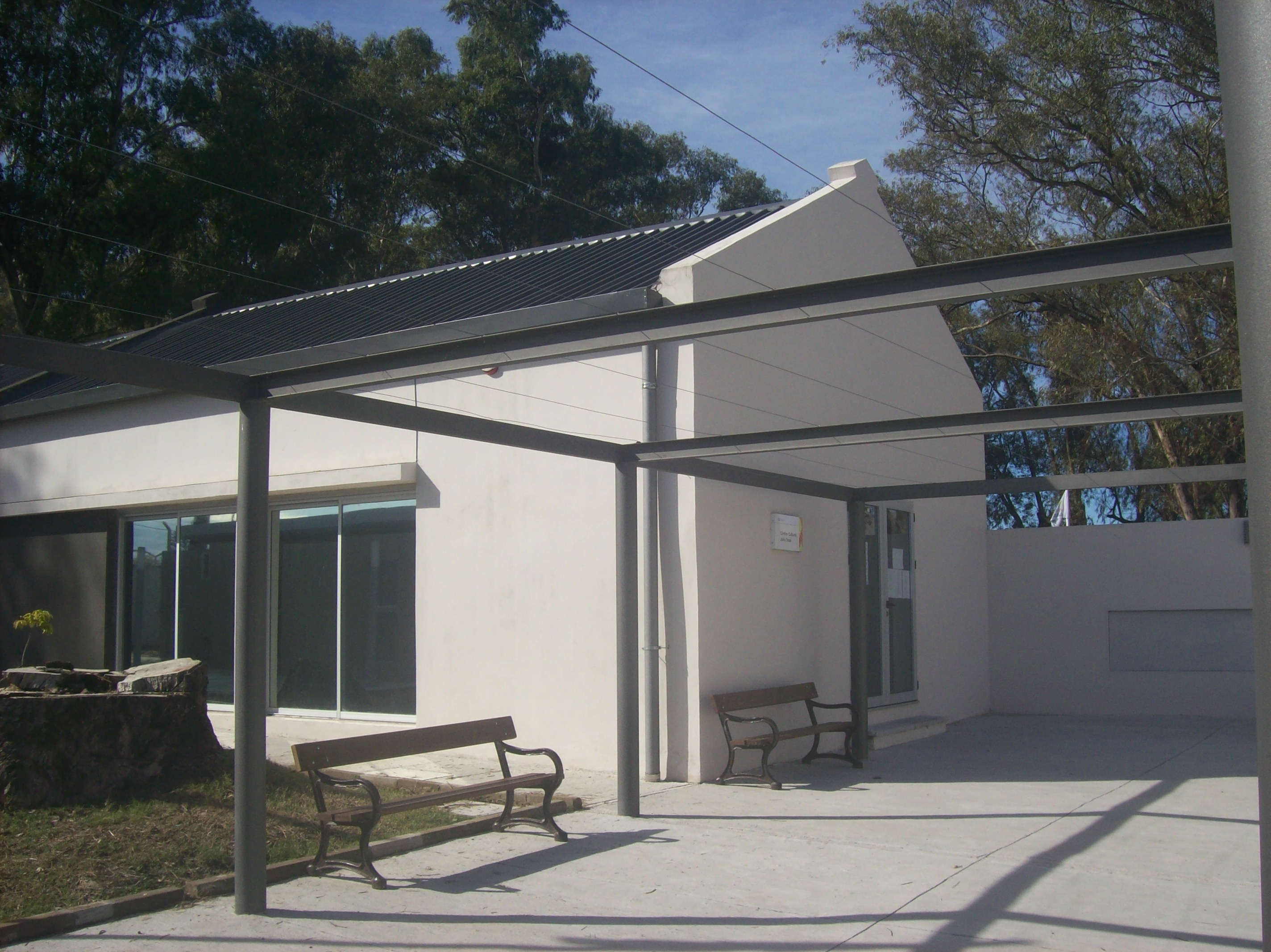
Museo y Espacio Cultural Julio Sosa en Las Piedras, Canelones, Uruguay

Asimismo, el museo tiene frases dichas por Julio Sosa en murales, tales como:
"Quiero un tango lento, ronco, orillero,irónico.
Con olor a malvón y no a rosa."

## Precio de entradas
Gratuita. 